# 삼성카드
삼성카드(영어: Samsung Card, 三星카드)는 대한민국의 신용카드사이다. 본사는 서울특별시 중구 태평로2가에 있다.

## 연혁
- 1978년 천우사 한국신용카드 설립
- 1983년 3월 천우사 파산으로 인해 세종신용금고가 인수하여 세종신용카드 설립
- 1988년 3월 삼성그룹의 인수와 함께 삼성신용카드로 사명 변경
- 1988년 9월 카드명을 WINNERS(위너스)로 확정
- 1990년 1월 업계 최초 ARS 시스템 구축
- 1993년 8월 업계 최초 선불카드 발행
- 1995년 7월 삼성카드로 사명 변경
- 1995년 9월 포인트업 제도 도입 및 마케팅 실시
- 1996년 5월 업계 최초 자동차카드 출시
- 2000년 3월 세계 최초 무선인터넷 휴대폰 금융 서비스 실시
- 2002년 1월 업계 최초 기프트카드 출시
- 2004년 2월 삼성캐피탈 흡수합병
- 2006년 2월 업계 최초 전자제품 선할인 서비스 출시
- 2007년 6월 증권거래소 상장
- 2008년 2월 블루라인 우대멤버십 서비스 실시
- 2008년 6월 디어팻 멤버십 서비스 실시
- 2008년 10월 승용차 요일제 카드 출시
- 2009년 2월 신세계 삼성카드 출시
- 2009년 7월 모바일 기프트카드 출시
- 2009년 12월 삼성TheAPT카드 출시
- 2010년 4월 이마트삼성쇼핑모아카드 출시
- 2010년 6월 삼성 카앤모아카드 출시
- 2013년 12월 원기찬 대표이사 취임
- 2013년 12월 고객관리관계 역량 관계를 위해 삼성카드고객서비스 분사, 자회사 설립

## 발급 기관
은행권과 증권사의 카드들은 제휴금융기관의 현금카드 탑재가 가능하다.
해외결제가능 결제은행및증권: 비자:새마을금고, 삼성증권, 유안타(중소기업, 하나, BNK, iM, 전북, 농협은 오토캐시백, 신세계 및 국내용만 가능하며 은련은 SC 글로벌(연회비 1,000원 부과)과 공무원만 가능하며 일반인들은 발급이 안된다.)

### 은행권(현금카드 탑재 가능은행 및 증권사)
- 신한은행 (ATM에서 등록 가능), 우리은행, KB국민은행 (국내전용)
- SC제일은행 (마스터카드만)
- 한국산업은행, 카카오뱅크(신용카드만)
- 새마을금고 (비자카드만)

### 증권사(비자카드)
- 삼성증권(신용카드만 마스터카드)

## 취급 카드
국내전용 외에는 비자카드, 마스터카드, 아멕스, 은련 4개 브랜드를 취급하나, 마스터카드가 대부분이다. 체크카드는 국내전용 외에는 거의 비자카드로 나오고 2015년에 출시한 국민행복 체크카드에만 마스터카드와 은련 브랜드 선택이 가능하다. 2016년 5월 30일에 출시한 SC제일은행 제휴 체크카드에도 마스터카드가 탑재된다. 중국공상은행 제휴로 은련이 달린 체크카드도 발행했으나, 2019년에 단종됐다.
SC제일은행 제휴 카드를 보유하면, 삼성카드 포인트를 SC제일은행의 포인트인 리워드 360 포인트로 전액 전환할 수 있다. 하지만 2019년을 마지막으로 리워드 360 포인트 전환 서비스가 종료됐다.
새마을금고와 제휴한 카드사로, 신용/체크 모두 새마을금고 제휴형을 취급한다. 새마을금고 삼성 체크카드는 2006년부터 발행 중이다.
2022년 8월에는 케이뱅크 제휴 신용카드도 출시했다.
한동안 아멕스의 대한민국 공식 파트너 역할을 맡았으며, 외국에서 발행한 아멕스 카드를 분실했을 때 대한민국에서 긴급 재발행해 주는 기관 및 대한민국 내 아멕스 글로벌 센터의 전화번호도 삼성카드로 되어 있을 정도였다. 그러나 현대카드가 아멕스 브랜드를 도입한 이후에는 아멕스의 비중을 축소하고 있다.
비은행계 신용카드사들 중 체크카드의 해외신판에 대해 상대적으로 개방적이지만, 체크카드의 해외신판은 외국 오프라인 가맹점에서만 가능하다. 온라인상의 해외신판은 삼성카드 측에서 전면 차단하여 이용할 수 없으며, 개선할 계획 역시 없다고 한다.
- 국내전용카드 (취급 중-국민,신한,우리계좌는 해외결제 불가)
- 비자카드 (취급 중-체크는후불교통불가)
- 마스터카드 (취급 중)
- 아메리칸 익스프레스 (취급 중)
- 유니온페이 (신용) (SC글로벌, 공무원연금만)

### 후불교통카드(국내용및 SC마스터 한정)
| 지하철/버스사용          | 사용가능지역(국민,신한,우리,SC)                                                                                  |
| 지하철 버스 사용지역     | 수도권(서울, 경기, 인천), 동남권(부산, 울산, 양산), 대경권(대구, 경산), 대전, 광주, 충남(천안, 아산), 강원(춘천) |
| 경전철사용 지역          | 김해~부산, 의정부, 용인, 우이신설                                                                                |
| 버스 전 사용지역         | 울산, 제주, 충남, 충북, 세종, 전북, 경북, 경남                                                                   |
| 강원 일부 버스 사용지역  | 원주, 춘천 |
| 전남 일부 버스 사용 지역 | 목포, 순천, 여수, 광양, 신안, 나주, 담양, 함평, 장성, 화순, 해남, 영암, 보성, 무안, 고흥, 완도, 강진, 구례       |

## 선불카드
올앳이라는 선불카드를 발급했으나 현재는 선불카드 사업에서 손을 뗐다. 또 다른 선불카드인 U-Point 카드는 삼성전자 매장 등에서 발급받을 수 있으며, 몇몇 가맹점은 일반적인 멤버십 적립과 달리 반드시 U포인트 카드에 충전한 금액으로 결제하여야 적립이 가능하다. 하지만 U-Point도 2015년 2월부터 서비스가 사실상 중단됐다.
그 외에는 선불카드인 머니트리 카드의 결제망을 제공하고 있다.

## 사건
- 2011년 11월 삼성카드 숫자카드 출시, 2013년 5월에 발급 건 수 200만 매 돌파[1]
- 2014년 4월 20일 삼성SDS 과천 데이터센터에서 화재가 발생해 며칠 동안 삼성카드 결제가 전면 차단된 적이 있었으며, SSAT(현 GSAT) 발표도 연기된 적이 있다.[2]

## 같이 보기
- 삼성카드고객서비스
- 삼성올앳카드
- 대한민국의 신용카드사 목록